# Craterocyphus forticornis
Craterocyphus forticornis är en skalbaggsart som beskrevs av Schmidt 1910. Craterocyphus forticornis ingår i släktet Craterocyphus och familjen Aphodiidae. Inga underarter finns listade i Catalogue of Life.